# Emiel Custers
Emiel Custers (28 de junio de 1986) es un deportista neerlandés que compitió en tiro con arco, en la modalidad de arco compuesto.
Ganó una medalla de bronce en el Campeonato Mundial de Tiro con Arco en Sala de 2007, una medalla de oro en el Campeonato Europeo de Tiro con Arco al Aire Libre de 2008 y dos medallas en el Campeonato Europeo de Tiro con Arco en Sala, bronce en 2006 y oro en 2008.

## Palmarés internacional
| Campeonato Mundial en Sala       | Campeonato Mundial en Sala | Campeonato Mundial en Sala | Campeonato Mundial en Sala |
| Año                              | Lugar                      | Medalla                    | Prueba                     |
| -------------------------------- | -------------------------- | -------------------------- | -------------------------- |
| 2007                             | Esmirna (Turquía)          | Medalla de bronce          | Equipo                     |
| Campeonato Europeo al Aire Libre |                            |                            |                            |
| Año                              | Lugar                      | Medalla                    | Prueba                     |
| 2008                             | Vittel (Francia)           | Medalla de oro             | Equipo                     |
| Campeonato Europeo en Sala       |                            |                            |                            |
| Año                              | Lugar                      | Medalla                    | Prueba                     |
| 2006                             | Jaén (España)              | Medalla de bronce          | Individual                 |
| 2008                             | Turín (Italia)             | Medalla de oro             | Equipo                     |